# Південно-Західний фронт (Друга світова війна)
Півде́нно-За́хідний фронт — оперативно-стратегічне об'єднання червоноармійських військ на південно-західному напрямку за часів у Другої світової війні.
Створений 22 червня 1941 року у складі 5-ї, 6-ї, 12-ї та 26-ї армій внаслідок реорганізації Київського Особливого військового округу.
В 1941 році фронт вів оборонні бої в Україні. Ліквідований 12 липня 1942 року і знову створений 22 жовтня 1942 року, після чого здійснював операції в районі Харкова, на Дону, в Донбасі. 20 жовтня 1943 року перейменований на 3-й Український фронт.

## Командувачі
- генерал-полковник М. П. Кирпонос (червень—вересень 1941),
- Маршал Радянського Союзу С. К. Тимошенко (вересень — грудень 1941, квітень — липень 1942),
- генерал-лейтенант Ф. Я. Костенко (грудень 1941 — квітень 1942),
- генерал-полковник М. Ф. Ватутін (жовтень 1942 — березень 1943),
- генерал армії Р. Я. Малиновський (березень — жовтень 1943).